# Platydema obscurum
Platydema obscurum är en skalbaggsart som beskrevs av Sharp 1885. Platydema obscurum ingår i släktet Platydema och familjen svartbaggar. Inga underarter finns listade i Catalogue of Life.